# 발렌티나 테레시코바
발렌티나 블라디미로브나 테레시코바(러시아어: Валенти́на Влади́мировна Терешко́ва, 문화어: 왈렌찌나 쩨레슈꼬바, 1937년 3월 6일 ~ )은 러시아의 세계 최초 여성 우주인이며, 세계 최연소 여성 우주인의 기록도 보유하고 있다.
1963년 6월 16일부터 1963년 6월 19일까지 보스토크 6호를 타고 70시간 50분 동안 지구를 48바퀴 돌았다. 즉 88분에 지구를 한 바퀴씩 돌았으며, 그 궤도의 원지점은 약 209km였고, 근지점은 약 179km였다. 그녀의 비행시간은 당시 미국 남자들의 비행시간을 전부 합친 것보다 길었다.
동료 우주비행사인 안드리얀 니콜라예프와 1963년 11월에 결혼하고 1964년에 딸을 낳았으나 1982년 이혼하고 의사와 재혼했다. 1977년 엔지니어링 박사 학위를 취득하였다.

## 참고 문헌 및 외부 링크
- 네이버 캐스트 : 오늘의 인물 - 발렌티나 테레시코바